# Route nationale 77
La route nationale 77 (N 77) in Francia è una strada che collega Auxerre a Troyes.

## Percorso
Fino agli anni settanta partiva da Nevers, dalla N7, e risaliva verso nord-est la valle della Nièvre (a Doudoye partiva la N77bis) per poi giungere a Varzy e ridiscendere a Clamecy. Questa prima parte venne declassata a D977, mentre il troncone successivo, che portava verso settentrione ad Auxerre, venne assorbito dalla N151. Da questa città, attraversata dalla N6, ancora oggi la N77 conduce a nord-est servendo Saint-Florentin e Bouilly prima di terminare a Troyes. Fino al 2006, tuttavia, la strada prodeguiva ancora a nord, passava per Arcis-sur-Aube ed incrociava la N3 a Châlons-en-Champagne. Più a nord aveva un tratto in comune con la N46 da Mazagran (comune di Tourcelles-Chaumont) à Vouziers, quindi piegava a nord-est, attraversava Sedan e si concludeva sulla frontiera con il Belgio dopo La Chapelle, mentre oggi la D977 viene assorbita dalla N46 dopo tale paese.